# Eddie Hapgood
Pour les articles homonymes, voir Hapgood.
Edris Albert « Eddie » Hapgood était un footballeur anglais né le 24 septembre 1908 à Bristol et mort le 20 avril 1973  à Royal Leamington Spa. Il jouait au poste d'arrière gauche.

## Carrière joueur
- Kettering Town  Angleterre
- 1927-1939 : Arsenal  Angleterre

## Carrière entraîneur
- 1944-1947 : Blackburn Rovers  Angleterre
- 1948-1950 : Watford  Angleterre
- Bath City  Angleterre

## Palmarès
- Première Division:
  - Vainqueur (5): 1930/31, 1932/33, 1933/34, 1934/35, 1937/38
- FA Cup:
  - Vainqueur (2): 1930, 1936
- 30 sélections et 0 but avec l'équipe d'Angleterre entre 1933 et 1939.